# Noah Pesch
Noah Phil Pesch (* 18. Mai 2005 in Eschweiler) ist ein kroatisch-deutscher Fußballspieler. Der Mittelfeldspieler ist als Leihspieler von Borussia Mönchengladbach für den 1. FC Magdeburg und kroatische Nachwuchsnationalmannschaften aktiv.

## Karriere

### Verein
Seine fußballerische Laufbahn startete Pesch laut den Angaben des Kicker im Sommer 2010 im Nachwuchsleistungszentrum von Bayer 04 Leverkusen. Dort spielte er zuletzt in den Spielzeiten 2021/22 (als B-Junior), 2022/23 und 2023/24 mit den A-Junioren (U19) in der A-Junioren-Bundesliga, im DFB-Pokal der Junioren und der UEFA Youth League (2022/23).
Nachdem Pesch die Junioren durchlaufen hatte, wechselte er zur Saison 2024/25 in die viertklassige Regionalliga West zur zweiten Mannschaft von Borussia Mönchengladbach. Im Dezember 2024 stand Pesch unter Gerardo Seoane erstmals in der Bundesliga im Spieltagskader, wurde allerdings nicht eingewechselt. Im Januar 2025 wurde er fest in die Profimannschaft hochgezogen, um die durch Grant-Leon Ranos’ Abgang nach Kaiserslautern entstandene Lücke zu füllen. Sein Bundesligadebüt gab er als Einwechselspieler bei der Niederlage gegen den 1. FSV Mainz 05 am 7. März 2025, als er in der kurz vor dem Spielende auf den Platz kam. Zur Saison 2025/26 wurde er an den 1. FC Magdeburg verliehen.

### Nationalmannschaft
In kroatischen Juniorenauswahlen kam Pesch für die U-15-, die U-18- und die U-19-Junioren sowie die U-21-Herren zum Einsatz.